# Erik Kuld Jensen
Erik Kuld Jensen (Aarhus, 10 giugno 1925 – Aarhus, 14 aprile 2004) è stato un calciatore danese, di ruolo centrocampista o attaccante.

## Palmarès

### Club

#### Competizioni nazionali
- Coppa di Francia: 1

Lille: 1952-53
- Division 2: 1

Olympique Lione: 1953-54
- Coupe Charles Drago: 1

Olympique Marsiglia: 1957

### Nazionale
- Bronzo olimpico: 1

Londra 1948